# Юдина, Лилия Витальевна
Ли́лия Вита́льевна Ю́дина (род. 14 мая 1929, Москва, СССР) — советская и российская актриса театра и кино, народная артистка РСФСР (1974).

## Биография
Лилия Юдина родилась 14 мая 1929 года в Москве. В 1951 году окончила Высшее театральное училище имени Б. В. Щукина.
С 1953 года — актриса Малого театра. Сыграла несколько десятков ведущих ролей в спектаклях классического и современного репертуара. Последний раз вышла на сцену Малого театра 3 сентября 2023 года в роли Турусиной в спектакле «На всякого мудреца довольно простоты» А. Н. Островского.
Народная артистка РСФСР (1974).
Член Ассоциации дружбы народов Востока.
Самое сильное пристрастие — музыка. Любимое занятие — пение. Поет, в основном, романсы. Любимые писатели — А. П. Чехов, Л. Н. Толстой, Н. В. Гоголь, Ф. М. Достоевский и многие другие. Занималась конным спортом.
В кино — с 1952 года, первая роль — Панночка в фильме «Майская ночь, или Утопленница». Снималась также в телеспектаклях и фильмах-спектаклях Малого театра.
Отец — Юдин Виталий Иванович.
Мать — Юдина Людмила Алексеевна.
Вдова актёра Малого театра (с 1942), засл. арт. РСФСР (1949), Николая Афанасьева (1915—1989).

## Творчество

### Роли в театре
- 1953 — «Иван Грозный» А. Н. Толстого — девица-красавица (ввод)
- 1953 — «Стакан воды» Э. Скриба — фрейлина (ввод)
- 1953 — «Пигмалион» Дж. Б. Шоу — Элиза (ввод)
- 1954 — «Иван Грозный» А. Н. Толстого — дочь Старицкого (ввод)
- 1954 — «Порт-Артур» И. Ф. Попова и А. Н. Степанова. Режиссёры: К. А. Зубов, П. А. Марков — гостья на балу у Стесселя (ввод)
- 1954 — «Стакан воды» Э. Скриба — Абигайль (ввод)
- 1954 — «Иван Рыбаков» В. М. Гусева. Постановка Б. И. Равенских, режиссёр Н. М. Залка — Лиза
- 1955 — «Проданная колыбельная» X. Лакснесса. Постановка П. А. Маркова, режиссёр С. Б. Межинский — 1-я танцовщица
- 1956 — «Воспитанница» А. Н. Островского — Надя
- 1956 — «Крылья» А. Е. Корнейчука — колхозница (ввод)
- 1956 — «Лето младшего брата» Г. Приеде — Илга
- 1957 — «Ночной переполох» Соважона — Изабелла Совэн (ввод)
- 1958 — «Привидения» Г. Ибсена — Регина (ввод)
- 1958 — «Почему улыбались звёзды» А. Е. Корнейчука. Постановка Б. И. Равенских, режиссёр М. Е. Турбина — Лиля Хомуток
- 1959 — «Веер леди Уиндермир» О. Уайльда — молодая мисс (ввод)
- 1959 — «Порт-Артур» И. Ф. Попова, А. Н. Степанова — Куинсан (ввод)
- 1960 — «Иванов» А. П. Чехова — Саша
- 1960 — «Карточный домик» О. Н. Стукалова. Режиссёр: Д. А. Вурос — Лида (ввод)
- 1960 — «Остров Афродиты» А. Парниса — Кэт (ввод)
- 1962 — «Ярмарка тщеславия» У. Теккерея — Бекки (ввод)
- 1962 — «Каменное гнездо» Х. Вуолийоки. Режиссёры: М. Н. Гладков и В. И. Хохряков — Илона (ввод)
- 1962 — «Палата» С. И. Алёшина — Тамара
- 1963 — «Горе от ума» А. С. Грибоедова — Софья (ввод)
- 1963 — «Перед ужином» В. С. Розова — Верочка
- 1964 — «Украли консула!» Г. Мдивани (премьера) — Лола
- 1964 — «Веер леди Уиндермир» О. Уайльда — леди Уиндермир (ввод)
- 1964 — «Страница дневника» А. Е. Корнейчука — Юлия
- 1966 — «Твой дядя Миша» Г.Мдивани — Людмила
- 1966 — «Стакан воды» Э. Скриба — Абигайль
- 1967 — «Джон Рид» Е. Р. Симонова (ввод) — Мебел Додж
- 1968 — «Путешественник без багажа» Ж. Ануйя — Жюльетта
- 1969 — «Золотое руно» А. Гуляшки — Радка (ввод)
- 1970 — «Волки и овцы» А. Н. Островского — Глафира (ввод)
- 1970 — «Дачники» М. Горького — Юлия Филипповна (ввод)
- 1971 — «Достигаев и другие» М. Горького — Елизавета
- 1972 — «Перед заходом солнца» Г. Гауптмана — Оттилия
- 1972 — «Правда хорошо, а счастье лучше» А. Н. Островского — Поликсена (ввод)
- 1973 — «Касатка» А. Н. Толстого — Раиса
- 1975 — «Горе от ума» А. С. Грибоедова — Наталья Дмитриевна
- 1979 — «Король Лир» У. Шекспира (премьера) — Регана
- 1981 — «Без вины виноватые» А. Н. Островского — Коринкина
- 1988 — «Игра» Ю. Бондарева — Ольга (ввод)
- 1989 — «Хищники» А. Ф. Писемского — Вильгельмина Федоровна
- 1992 — «Обрыв» И. А. Гончарова — Крицкая
- 1994 — «Царь Пётр и Алексей» Ф. Горенштейна — Марья Алексеевна (ввод)
- 1995 — «Снежная королева» Е. Шварца — Снежная королева
- 1998 — «Лес» А. Н. Островского — Гурмыжская (ввод)
- 2003 — «Старый добрый ансамбль» И. Губача — Андула
- 2004 — «На всякого мудреца довольно простоты» А. Н. Островского — Турусина (ввод)
- 2013 — «Как обмануть государство» Л. Вернея и Ж. Берра — Бетти Дорланж

### Фильмография
- 1952 — «Майская ночь, или Утопленница»
- 1953 — «Огни на реке»
- 1954 — «Опасные тропы»
- 1956 — «На подмостках сцены»
- 1957 — «Стакан воды» (телеспектакль)
- 1957 — «Удивительное воскресенье»
- 1961 — «Иван Рыбаков» (телеспектакль)
- 1966 — «Ярость»
- 1968 — «Беглец из „Янтарного“»
- 1969 — «Грех» (телеспектакль)
- 1969—1981 — «Кабачок „13 стульев“»
- 1969 — «Чайковский»
- 1974 — «Перед заходом солнца» (телеспектакль)
- 1975 — «Достигаев и другие» (телеспектакль)
- 1976 — «Ярмарка тщеславия» (телеспектакль)
- 1977 — «Горе от ума» (телеспектакль)
- 1985 — «Без вины виноватые» (телеспектакль)

## Признание и награды
- Заслуженный артист РСФСР (14 декабря 1965 года)
- Народный артист РСФСР (4 ноября 1974 года) — за заслуги в области советского театрального искусства[4]
- Орден Дружбы народов (14 сентября 1990 года) — за заслуги в развитии советского театрального искусства[5].
- Орден Почёта (25 октября 1999 года) — за большой вклад в развитие отечественной театральной культуры и в связи со 175-летием Государственного академического Малого театра России[6]
- Благодарность Президента Российской Федерации (19 апреля 2005 года) — за заслуги в развитии театрального искусства и многолетнюю творческую деятельность[7]
- Почётный работник культуры Кузбасса (2007 год)[8]
- Орден «За заслуги перед Отечеством» IV степени (8 сентября 2010 года) — за большой вклад в развитие отечественного театрального искусства и многолетнюю творческую деятельность[9].
- Орден «За заслуги перед Отечеством» III степени (27 февраля 2020 года) — за выдающиеся заслуги в развитии отечественной культуры и искусства, многолетнюю плодотворную деятельность[10].